# تفاذمي (إحدادن)
تفاذمي هو دُوَّار يقع بجماعة إيحدادن، إقليم الناظور، جهة الشرق في المملكة المغربية. ينتمي الدوّار لمشيخة إحدادن التي تضم 10 دواوير. يقدر عدد سكانه بـ 29 نسمة حسب الإحصاء الرسمي للسكان والسكنى لسنة 2004.

## روابط خارجية
- البوابة الوطنية للجماعات الترابية نسخة محفوظة 12 مارس 2018 على موقع واي باك مشين.
- المندوبية السامية للتخطيط